# Joost van Leijen
Joost van Leijen (Nijmegen, 20 juli 1984) is een Nederlands voormalig wielrenner. Hij werd in 2003 belofte bij Van Vliet - EBH - Gazelle. Hij reed vier seizoenen bij Van Vliet - EBH Advocaten. Sinds 2008 reed hij bij Van Vliet - EBH Elshof, waarvoor hij in 2007 de Ronde van Slowakije won. In 2009 baarde hij opzien door op het NK wielrennen de derde plek te bemachtigen. Mede hierdoor kwam hij vanaf augustus 2009 uit voor Vacansoleil waarvan het eerste half jaar als stagiair. Vanaf 2012 maakt Van Leijen deel uit van de Lotto-Belisol-ploeg; aan het einde van zijn contract besloot hij zijn loopbaan te beëindigen.

## Palmares

### Overwinningen
2007
- 3e etappe Ronde van Slowakije
- Eindklassement Ronde van Slowakije

2008
- 4e etappe Ronde van Hokkaido

2010
- Münsterland Giro

2011
- 2e etappe Ronde van Wallonië

## Ereplaatsen
2005
- 2e in GP Herning

2006
- 2e in ZLM Tour

2008
- 5e in GP Jef Scherens
- 2e in Eindklassement Ronde van Hokkaido

2009
- 2e in Eindklassement Olympia's Tour
- 2e in Eindklassement Ringerike GP
- 3e in Nationaal Kampioenschap, wegwedstrijd

2010
- 3e in GP Herning
- 10e in Eindklassement Ronde van Denemarken

2011
- 8e in Eindklassement Ronde van België
- 4e in Eindklassement Ster Elektrotoer
- 2e in Eindklassement Ronde van Wallonië
- 6e in Eindklassement Eneco Tour

## Resultaten in voornaamste wedstrijden
| Jaar | Ronde van Italië | Ronde van Frankrijk | Ronde van Spanje |
| ---- | ---------------- | ------------------- | ---------------- |
| 2010 |                  |                     |                  |
| 2011 |                  |                     |                  |
| 2012 |                  |                     | opgave           |

| Jaar | Gent-Wevelgem | Ronde van Vlaanderen | Ronde van Lombardije |  | Wereldranglijsten |
| ---- | ------------- | -------------------- | -------------------- |  | ----------------- |
| 2010 | 36e           | 95e                  |                      |  |                   |
| 2011 |               |                      |                      |  | 95e (UWT)         |
| 2012 |               |                      | opgave               |  |                   |